# Fox Broadcasting Company

Logo-ul rețelei de televiziune FOX

Fox Broadcasting Company, prescurtare frecvent utilizată, FOX, este o companie de televiziune americană.